# 卡爾·魯道夫 (符騰堡-諾因施塔特)

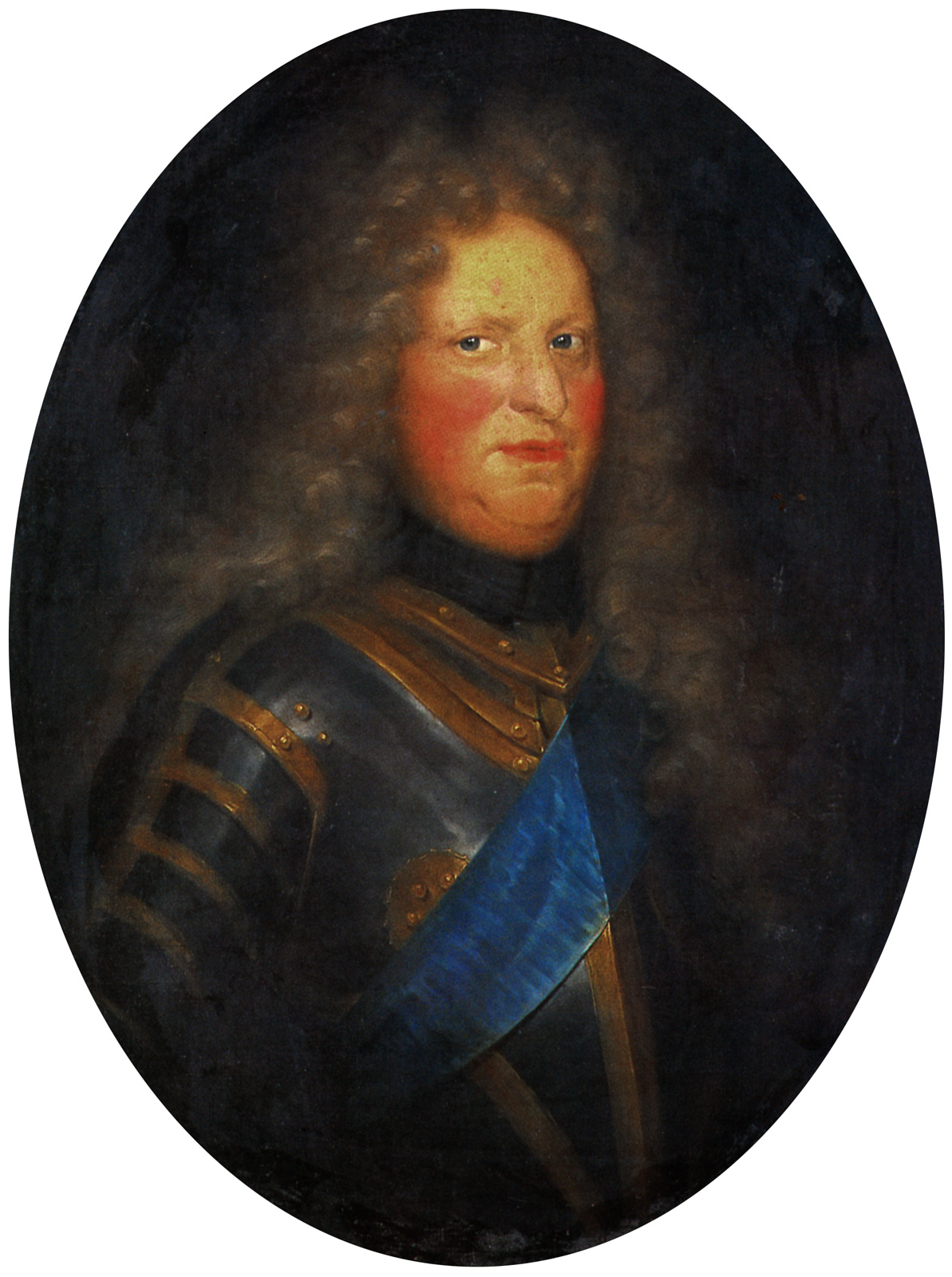
卡爾·魯道夫

卡爾·魯道夫（Carl Rudolf，1667年5月29日—1742年11月17日），符騰堡-諾因施塔特的腓特烈之子，西班牙王位繼承戰爭期間在丹麥軍中服役，獲得大象勳章榮譽。1716年接替兄腓特烈·奧古斯特為符騰堡-諾因施塔特公爵。未婚無子。